# Berliet VSRG
Unter der Typenbezeichnung Berliet VSRG wurden vom französischen Kraftfahrzeughersteller Berliet in Lyon 1941 Dreitonner-Hauben-Lkw hergestellt.

## Technik und Geschichte
Es handelte sich um mittlere Lkw, in die aufgrund der 1941 herrschenden Benzinknappheit Holzgasmotoren eingebaut wurden. Der Typ wurde in zwei Varianten vorgestellt, die beide ihre allgemeine Betriebserlaubnis am 8. April 1941 erhielten:
Berliet VSRG11: Der eingebaute wassergekühlte Vierzylinder-Holzgasmotor vom Typ MKO2G (Bohrung × Hub 100 × 135 mm, 4241 cm³ Hubraum) war steuerlich mit 15 CV eingestuft, die effektive Leistung ist nicht angegeben. Das Leergewicht betrug 2400 kg, die Nutzlast dürfte bei etwa 3 Tonnen gelegen haben. Der Radstand maß 4,255 m, die Länge 5,98 m. Die übrigen technischen Daten -soweit überliefert- können der Info-Box entnommen werden.
Berliet VSRG15:Der wassergekühlte Vierzylinder-Holzgasmotor (Bohrung × Hub 110 × 150 mm, Hubraum 5702 cm³) war steuerlich mit 15 CV eingestuft, die bei 1800/min entwickelte effektive Leistung ist nicht angegeben. Das Leergewicht betrug 2700 kg, die Nutzlast dürfte bei knapp 3 Tonnen gelegen haben. Der Radstand betrug 4,475 m, die Länge 6,20 m. Die übrigen technischen Daten -soweit überliefert- können der Info-Box entnommen werden.
Zu reservierten Chassisnummern wie auch zu gebauten Stückzahlen gibt es keinerlei Angaben, wahrscheinlich handelte es sich lediglich um nicht in Serie gegangene Prototypen.

### Originalquellen
Eine Publikation, in der alle vor 1945 gebauten Berliet-Typen individuell abgehandelt wären, gibt es nicht. Neben der unten erwähnten Literatur wurde auf folgende in der Fondation Berliet verwahrte Originalunterlagen zurückgegriffen:
- "Fiches des Mines": Es handelt sich um die Unterlagen zur Erteilung einer allgemeinen Betriebserlaubnis, hierfür ist in Frankreich der "Inspecteur des mines" sachlich zuständig. Diese Unterlagen sind chronologisch geordnet und nummeriert. Nicht zu jedem Typ bzw. Variante gibt es entsprechende Unterlagen, teils, weil sie wohl als Untervarianten eines Typs verstanden wurden, für den eine gesonderte Erlaubnis nicht erforderlich war, teils wohl, weil diese Unterlagen im Laufe der letzten 100 Jahre verlorengegangen sind. Bei Militärtypen gibt es Hinweise, dass eine Betriebserlaubnis direkt durch militärische Dienststellen erfolgte, was entsprechende "fiches des mines" überflüssig machte. Die Quellenbezeichnung lautet: "Fiches No...."
- "Etat des véhicules utilitaires et autobus declares aux mines depuis 1920", eine 15-seitige Zusammenstellung vom 1. Dezember 1941, enthält insbesondere die reservierten Chassisnummernbänder, die jedoch vielfach nicht vollständig ausgeschöpft wurden, einige Typen bzw. Varianten werden nicht erwähnt, Quellenbezeichnung lautet: "Etat S..."
- "Nombre de véhicules construits de 1930 à 1942", siebenseitige Zusammenstellung der zwischen 1930 und 1942 gebauten Stückzahlen an Nutzfahrzeugen, erstellt wohl 1943, erste Seite teilweise irreparabel verderbt, teilweise werden mehrere Typen bzw. Varianten zusammengefasst, Quellenbezeichnung lautet: "Nombre S...."

### Sonstige Literatur
- Monique Chapelle: Berliet. 1. Auflage. EMCE, Saint-Chamond 2016, ISBN 978-2-35740-049-8.
- Christophe Puvilland: Berliet 1905–1978, toute la gamme omnibus, autocars, autobus et trolleybus. 1. Auflage. histoire&collections, Paris 2008, ISBN 978-2-35250-059-9.
- François Vauvillier: Tous les Berliet militaires 1914–1940, vol.1: les camions. histoire&collections, Paris 2019, ISBN 978-2-35250-496-2.